# Mrki zovoj
Mrki zovoj (lat. Ardenna griseus, ranije Puffinus griseus) je vrsta morske ptice iz porodice zovoja. 
Mrki zovoj je srednje veličine. Dug je 40-51 cm, s rasponom krila 94-110 cm. Perje mu je tamno, po čemu je dobio i ime. Izdaleka izgleda kao da je potpuno crne boje, ali izbliza se primjećuje da je čokoladno-smeđe boje, sa srebrnkastom prugom uzduž središta donjeg dijela krila. 
Hrani se ribama i lignjama. Često da ulovi ribu slijedi kitove ili ribarske brodove. Jako je glasan. Društvena je ptica. Gnijezdi se u velikim kolonijama i uvijek postavlja samo jedno bijelo jaje.

## Vanjske poveznice
|  | Zajednički poslužitelj ima stranicu o temi Ardenna grisea    |
|  | Zajednički poslužitelj ima još gradiva o temi Ardenna grisea |
|  | Wikivrste imaju podatke o taksonu Ardenna grisea             |